# Chiesa di Sant'Antonio Abate (Onsernone)
La chiesa di Sant'Antonio Abate è un edificio religioso che fonde elementi dell'architettura tardogotica e di quella barocca e che si trova ad Auressio, frazione di Onsernone in Canton Ticino.

## Storia
La chiesa fu costruita entro il XV secolo, e forse nel Medioevo. Nel 1526, come testimonia una targa sul portale, ebbe luogo la consacrazione. Il suo aspetto, però, è settecentesco: in quel secolo furono realizzati il portale (1701), le cappelle laterali e il campanile (1775). Nel 1792 la chiesa ottenne i diritti parrocchiali, separandosi dalla parrocchia di Loco. Dal 1868 al 1870 il soffitto fu modificato e riparato. Nel 1876 fu realizzato l'orologio sul campanile, finanziato da Paolo Calzonio. La nicchia con Sant'Antonio abate sopra il portale, infine, risale al 1891.